# Socotragoudvleugelvink
De socotragoudvleugelvink (Rhynchostruthus socotranus) is een zangvogel uit de familie Fringillidae (vinkachtigen).

## Verspreiding en leefgebied
Deze soort is endemisch op Socotra, een kleine archipel die bestuurlijk onder Jemen valt maar 350 km zuidelijker  in de Indische Oceaan ligt. 